# Club de Remo Muros
El Club de Remo Muros es un club deportivo gallego que ha disputado regatas en todas las categorías y modalidades de banco fijo, bateles, trainerillas y traineras desde su fundación en 1984. En 2017 participó en la segunda categoría de la Liga Gallega de Traineras.

## Historia
Fundado en 1984 compraron una trainera al Club de Remo Cabo de Cruz y consiguieron prestado un batel llamado Gato Negro, con los que compitieron en los siguientes años.